# Alexandra Byrne
Alexandra Byrne (* 1962) ist eine US-amerikanische Kostümbildnerin, die neben einem Oscar für das beste Kostümdesign auch einige weitere Filmpreise für die besten Filmkostüme gewann.

## Biografie
Alexandra Byrne begann als Kostümbildnerin zunächst am Broadway und erhielt 1990 eine Nominierung für den Tony Award für das beste Kostümdesign in Some Americans Abroad. 1993 war sie als Kostümbildnerin bei der Fernsehserie The Buddha of Suburbia nach dem gleichnamigen Roman von Hanif Kureishi tätig und erhielt hierfür gleich 1994 ihre erste Nominierung für den British Academy Film Award (BAFTA Award). 1994 gewann sie den BAFTA Award für die Kostüme in Jane Austens Verführung (1995).
Bei der Oscarverleihung 1997 war sie für Hamlet (1996) erstmals für den Oscar für das beste Kostümdesign nominiert und erhielt zugleich eine weitere BAFTA-Nominierung für die Kostüme in diesem Film. Für diese beiden Preise war sie auch bei der Oscarverleihung 1999 und der BAFTA-Verleihung 1999 nominiert und zwar diesmal für Elizabeth (1998). Darüber hinaus erhielt sie für den Film den Preis für das beste Kostümdesign bei den Satellite Awards für 1998.
Für die Kostüme in Das Phantom der Oper (2004) wurde sie 2004 für einen Satellite Award, 2005 den Preis der Gilde der Kostümdesigner, den Costumer Designer Guild Award, sowie 2005 den Saturn Award für das beste Kostüm nominiert. Für Wenn Träume fliegen lernen (2004) wurde sie 2005 nicht nur für einen weiteren Oscar nominiert, sondern auch für einen weiteren British Academy Film Award.
Bei der Oscarverleihung 2008 erhielt sie schließlich den Oscar für das beste Kostümdesign in dem Film Elizabeth – Das goldene Königreich (2007). Hierfür gewann sie darüber hinaus nicht nur einen weiteren Satellite Award für das beste Kostümdesign, sondern war auch für einen BAFTA Award 2008 und einen weiteren CDG-Award nominiert.
Sie ist mit dem britischen Schauspieler Simon Shepherd verheiratet und hat mit ihm vier Kinder.

## Filmografie (Auswahl)
- 1995: Jane Austens Verführung (Persuasion)
- 1996: Hamlet
- 1998: Elizabeth
- 2001: Corellis Mandoline (Captain Corelli’s Mandolin)
- 2004: Wenn Träume fliegen lernen (Finding Neverland)
- 2004: Das Phantom der Oper (The Phantom of the Opera)
- 2007: 1 Mord für 2 (Sleuth)
- 2007: Elizabeth – Das goldene Königreich (Elizabeth: The Golden Age)
- 2011: Thor
- 2012: Marvel’s The Avengers
- 2014: 300: Rise of an Empire
- 2014: Guardians of the Galaxy
- 2015: Avengers: Age of Ultron
- 2016: Doctor Strange
- 2017: Mord im Orient Express (Murder on the Orient Express)
- 2018: Maria Stuart, Königin von Schottland (Mary Queen of Scots)
- 2018: Mogli: Legende des Dschungels (Mowgli: Legend of the Jungle)
- 2019: The Aeronauts
- 2020: Emma